# Bernhard Niederberger
Bernhard («Berni») Niederberger (* 29. September 1993) ist ein ehemaliger Schweizer Skirennfahrer, der auf die Disziplinen Slalom und Riesenslalom spezialisiert war.

## Biografie
Niederberger stammt aus Beckenried im Kanton Nidwalden. Ab Dezember 2009 begann er im Alter von 15 Jahren an FIS-Rennen teilzunehmen, zunächst in allen Disziplinen. 2010 wurde er Schweizer Juniorenmeister in der Super-Kombination. Die ersten Einsätze im Europacup folgten im Januar 2011. Der erste Sieg in einem FIS-Rennen gelang ihm im Februar 2012. Bei den Juniorenweltmeisterschaften 2012 in Roccaraso gewann Niederberger die Bronzemedaille im Mannschaftswettbewerb. Im selben Jahr kamen zwei weitere Junioren-Schweizer-Meistertitel hinzu, in der Abfahrt und im Super-G.
Sein Debüt im Weltcup hatte Niederberger am 13. Januar 2013 im Riesenslalom von Adelboden, wo er im ersten Durchgang ausschied. Das beste Ergebnis bei den Juniorenweltmeisterschaften 2013 in Québec war der 5. Platz in der Abfahrt. Während der Saison 2013/14 begann sich Niederberger auf die Disziplinen Slalom und Riesenslalom zu spezialisieren. Eine weitere Medaille im Mannschaftswettbewerb, die silberne, gewann er bei den Juniorenweltmeisterschaft 2014 in Jasná. Zum Abschluss der Saison 2013/14 wurde er Schweizer Slalom-Meister.
Am 6. Januar 2015 gewann Niederberger erstmals Weltcuppunkte, mit Platz 21 im Slalom von Zagreb. Der erste Europacup-Podestplatz folgte am 22. Januar.
Nach der Saison 2017/18 beendete er seine aktive Karriere.

## Erfolge

### Weltcup
- 1 Platzierung unter den besten 30

### Weltcupwertungen
| Saison  | Gesamt | Gesamt | Slalom | Slalom |
| Saison  | Platz  | Punkte | Platz  | Punkte |
| ------- | ------ | ------ | ------ | ------ |
| 2014/15 | 134.   | 10     | 48.    | 10     |

### Europacup
- Saison 2014/15: 3. Slalomwertung
- 2 Podestplätze

### Juniorenweltmeisterschaften
- Crans-Montana 2011: 17. Super-G, 29. Abfahrt, 40. Riesenslalom
- Roccaraso 2012: 3. Mannschaftswettbewerb, 17. Riesenslalom, 21. Super-G, 22. Abfahrt
- Québec 2013: 5. Abfahrt, 19. Super-G, 22. Riesenslalom
- Jasná 2014: 2. Mannschaftswettbewerb, 13. Super-Kombination, 23. Super-G, 38. Abfahrt

### Weitere Erfolge
- 5 Siege bei FIS-Rennen
- 1 Schweizer Meistertitel (Slalom 2014)
- 3 Schweizer Juniorenmeistertitel (Super-Kombination 2010, Abfahrt und Super-G 2012)